# Sakurai Jōji

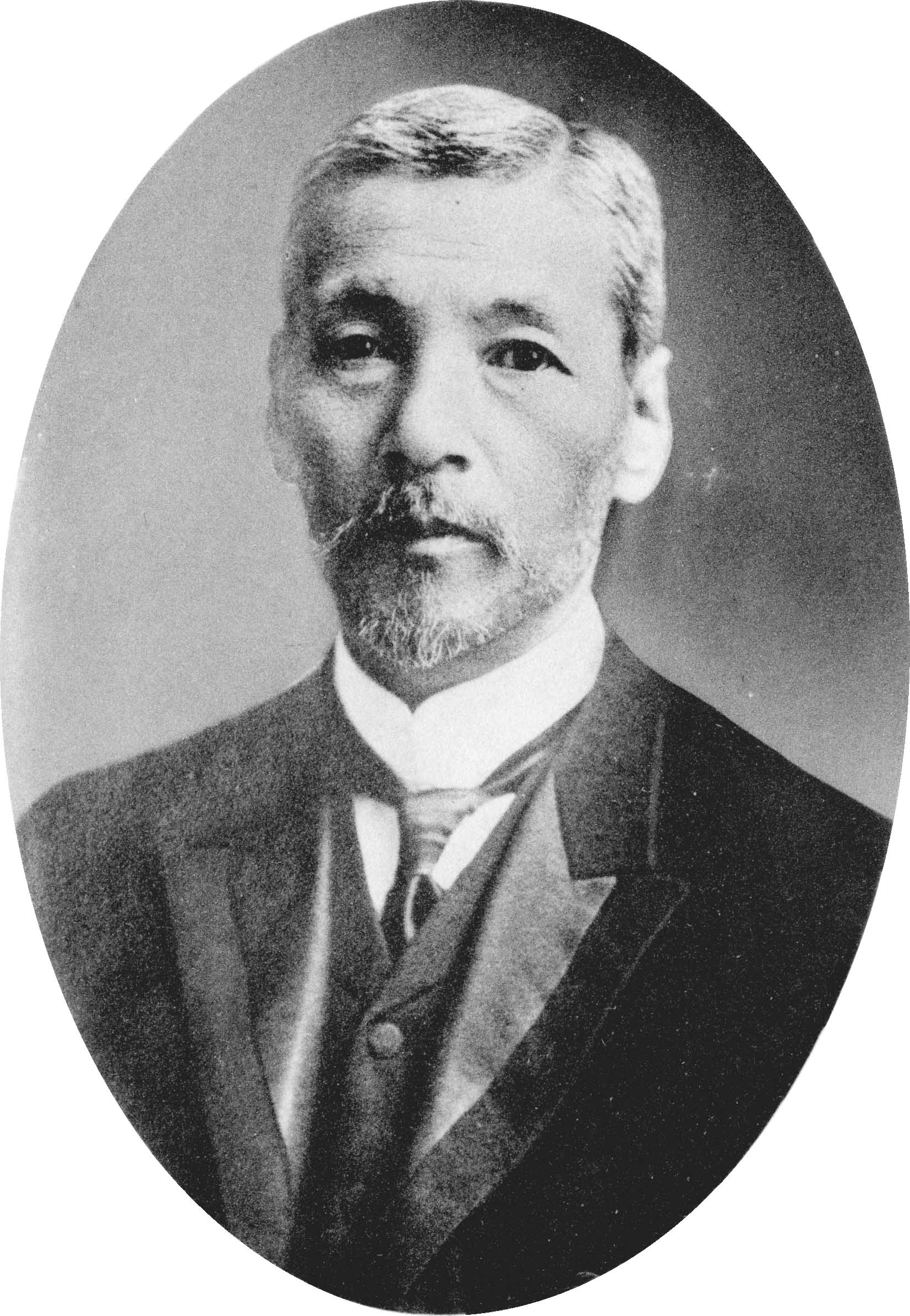
Sakurai Jōji während seiner Zeit als kommissarischer Präsident der Universität Tokyo, 1911-2.

Sakurai Jōji (japanisch 桜井 錠二; * 18. August 1858 in Kanazawa; † 28. Januar 1939 in Tokyo) war ein japanischer Chemiker und im Alter, ab 1926, Präsident der Akademie der Wissenschaften (帝国学士院), in die er 1898 gewählt worden war.

## Lebensweg

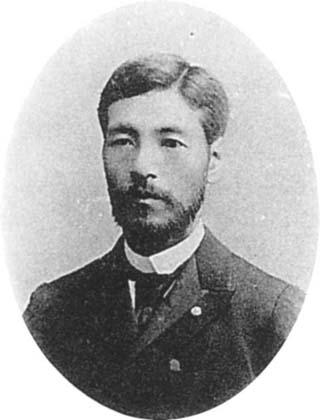
Sakurai Jōji als Chemieprofessor in den 1890ern.

Sakurai Jōji, wurde als sechstes Kind eines niederrangigen Samurai geboren. Sein Kindheitsname war Sakurai Eitarō (櫻井 甚太郎). Die meisten Geschwister starben jung. Der Vater starb 1863, die Familie verarmte endgültig während der Abschaffung der Samurai-Privilegien in den frühen 1870er. Als besonders begabt wurde er von Angehörigen seines heimatlichen Samurai-Klans, den Kagas, einer Seitenlinie der Maeda gefördert.
Als 14-Jähriger zog er mit seiner Mutter nach Tokyo, um sich in die Vorschule Daigaku Nankō (大学南校) der späteren Kaiserlichen Universität einzuschreiben, wobei er besonders für Chemie Interesse zeigte. Um dies weiter zu studieren, schickte man ihn als 19-Jährigen 1876 an die London University. Als Theoretiker hing er der aufkommenden Lehre des Atomismus an. Seine Untersuchungen an Quecksilber führten zu einer Verbesserung der Methoden Ernst Otto Beckmann zur Bestimmung des Siedepunktes von Lösungen.
Nach seiner Rückkehr 1881 folgte eine akademische Karriere an der Universität Tokyo, wo er schon nach einem Jahr als Dozent zum erst zweiten Chemieprofessor des Landes wurde. Zu dieser Zeit bemühte er sich auch um die Standardisierung chemischer Fachbegriffe bei Übersetzungen ins Japanische. Er heiratete ein Fräulein San Okada, ebenfalls aus dem Kaga-Clan 1882. 
Der Nippon Kagaku Kai (日本化学会), Vorläuferorganisation der Chemical Society of Japan stand er seit 1883 vor. Einen langjährigen Akademikerstreit über die Frage ob theoretische oder angewandte Chemie wichtiger sei trug er mit Nagai Nagayoshi aus. Letzterer setzte sich mit seinen Ansichten zunächst durch. Sakurai wurde 1886 abgewählt. 
Seine Promotion (hakase) schloss er 1887 ab. 
Seit 1899 war er Teil der internationalen Gruppe, die sich der Erstellung einer Atomgewichttabelle widmete, was ihm schließlich einen Ehrendoktor der Universität Glasgow einbrachte. In den Jahren bis 1915 stand er auch mehrmals einjährige Amtszeiten der Chemikervereinigung vor. Die zu seinem 25-jährigen Dienstjubiläum gesammelte Summe spendete er. Aus diesen Mitteln wurde der 1910 bis 1947 verliehene Ehrenpreis, das Sakurai-Band (櫻井褒章) bezahlt.
Während seiner Karriere war er in mehreren Forschungsinstituten und Berufsverbänden, auch international, aktiv. Seinen Professur legte er an seinem sechzigsten Geburtstag nieder, er wollte so seine Unterstützung für ein verbindliches Rentenalter deutlich machen, dessen Einführung diskutiert wurde.
Politische Karriere machte er als 1920 kaiserlich ernanntes Mitglied des Oberhauses. Von 1937 amtierte er als Vizepräsident der nationalistischen Propagandaorganisation Nippon Bunka Renmei. 

### Ehrungen
Ernennungen in einen Hofrang erfolgten, nämlich 1897 in die fünfte, 1911 dann die dritte Stufe. Der „Orden des Heiligen Schatzes“ (Zuihōshō), dessen untere Stufen Beamten der Klasse sōnin-kan nach Dienstalter automatisch zustand, erhielt er 1901 in der 3. Klasse.
Seit 1926 gehörte er, inzwischen im zweiten Hofrang, dem Kronrat an. Postum wurde Sakurai zum Baron geadelt. Seit 1927 war er Ehrenmitglied der Akademie der Wissenschaften der UdSSR.